# Irwell
Irwell (anglicky River Irwell) je řeka, která teče přes stejnojmenné údolí v hrabstvích Lancashire a Greater Manchester v Anglii. Tok řeky tvoří hranici mezi městy Manchester a Salford. Je dlouhá 63 km, pramení u Bacupu a vlévá se do Mersey. Je pozůstatkem mělkých moří, které pokrývaly většinu jihovýchodního Lancashiru v období karbonu. Původ slova "Irwell" není jasný, pravděpodobně anglosaský. Ere-well znamená „šedivé nebo bílé jaro“.
Povodí Irwellu bylo jedním z center průmyslové revoluce, což vedlo ke značnému znečištění vody. Dolní tok byl regulován a stal se součástí Manchesterského průplavu. Ve druhé polovině došlo k revitalizaci a řeka složí k rekreaci. Nachází se zde také chráněná oblast Nob End s bohatými porosty vstavačů. Podél řeky vede Irwell Sculpture Trail, která měří 48 km a je nejdelší cestou lemovanou sochami v Anglii. Řeka je známá také díky veslování, již v roce 1861 zde vznikl Agecroft Rowing Club.